# Toxophora varipennis
Toxophora varipennis är en tvåvingeart som beskrevs av Samuel Wendell Williston  1901. Toxophora varipennis ingår i släktet Toxophora och familjen svävflugor. Inga underarter finns listade i Catalogue of Life.